# Lente di ingrandimento (Windows)
Lente di ingrandimento (già Magnifier e Microsoft Magnifier), è un'app per l'ingrandimento dello schermo destinata alle persone con disabilità visive da utilizzare durante l'esecuzione di Microsoft Windows. Quando è in esecuzione, crea una barra nella parte superiore dello schermo che ingrandisce notevolmente la posizione del mouse. La lente d'ingrandimento è stata inizialmente inclusa come esempio in Microsoft Active Accessibility SDK / RDK per Windows 95 e successivamente è diventata un'utility standard di Windows a partire da Windows 98. Prima di Windows Vista, Lente di ingrandimento poteva essere utilizzato per ingrandire lo schermo fino a 9 volte la sua dimensione normale. Windows Vista e versioni successive consentono un ingrandimento fino a 16×.
In Windows Vista, Lente di ingrandimento utilizza WPF, che a sua volta utilizza immagini vettoriali per eseguire il rendering del contenuto. Di conseguenza, l'immagine ingrandita renderizzata è nitida e non pixelata. Tuttavia, questo è utile solo per le applicazioni di Windows Presentation Foundation. Le applicazioni non WPF sono ancora ingrandite nel modo tradizionale. Inoltre, a causa di una modifica introdotta in WPF 3.5 SP1, questa funzionalità si perde se .NET Framework 3.5 SP1 è installato.
Microsoft ha inoltre pubblicato un'API di ingrandimento per consentire alle applicazioni di tecnologia assistiva di utilizzare il motore della lente.
Il sistema operativo Windows 7 di Microsoft include una versione notevolmente migliorata di Lente di ingrandimento. È dotata di un ingrandimento a schermo intero che consente all'utente di spostarsi all'interno dello schermo con un ingrandimento fino a 16×.
Tuttavia, anche la funzionalità a schermo intero è stata criticata a causa della sua incompatibilità con le combinazioni di colori ad alto contrasto presenti nella versione beta di Windows 7. Questo problema rimane nella versione finale di Windows 7. Oltre a ciò, quando si ingrandisce la lente di ingrandimento, il testo apparirà sfocato o pixelato perché non viene reso direttamente alla dimensione più grande, perché il rendering di dimensioni inferiori viene ingrandito come immagine raster. Di conseguenza, anche l'antialiasing sub-pixel ClearType viene ingrandito, quindi se ClearType è attivo, il testo ingrandito potrebbe apparire con colori inaspettati ai bordi delle linee non orizzontali. Alcuni software di ingrandimento di terze parti compensano questo effetto applicando filtri di ridimensionamento all'immagine ingrandita.
La lente di ingrandimento presenta anche una modalità obiettivo simile a quella presente nella versione esistente del software. La modalità dell'obiettivo è migliorata, tuttavia, poiché ora la finestra di ingrandimento seguirà il cursore attorno allo schermo anziché rimanere in una posizione fissa. Infine, la lente di ingrandimento è molto più facile da accedere utilizzando il tasto Windows e +/- per controllare il livello di zoom senza la necessità di avviare prima l'applicazione. Premendo la combinazione Win + Esc si esce dalla lente d'ingrandimento.